# Rua da Prata
A Rua da Prata é um dos principais arruamentos da Baixa Pombalina da cidade de Lisboa, situado na freguesia de Santa Maria Maior, e que liga a Praça do Comércio à Praça da Figueira. Construída após o terramoto de 1755 aquando da reconstrução da cidade, foi-lhe dado o nome de Rua Bella da Rainha. Na distribuição dos ofícios feita pelas ruas da Baixa, à Rua Bella da Rainha foram atribuídos os ourives da prata, e nas lojas que sobrassem os livreiros que antes viviam na sua vizinhança. Antigamente denominada Rua Bella da Rainha, viu, após a revolução republicana de 1910, o seu nome ser mudado para a denominação actual.

## Galerias romanas
Após o terramoto de 1755 foram descobertas no subsolo da rua galerias romanas e só em 1909 começaram a realizar-se visitas, mas apenas por motivos jornalísticos ou de investigação.
A partir dos anos 80, a Câmara de Lisboa cria condições de acesso às galerias no subsolo da Rua da Prata.
Apenas uma vez por ano é permitido descer até às estruturas romanas.